# Manuel Otero
Manuel Otero fue un pintor y decorador venezolano nacido aproximadamente en 1837 y fallecido en Caracas, Venezuela, el 11 de septiembre de 1892.

## Biografía
Hijo de Natividad López. Contrae matrimonio con María Portuguesa el 15 de marzo de 1860. Hacia 1864 forma parte del cuerpo de coristas de la compañía lírico-dramática de zarzuelas de Saturnino Blen; también se dedicaba a la elaboración de escenografías y telones para teatro. Lo variado de su actividad se debe a la amplia exploración de diversas técnicas alrededor de la imagen debido a la pobreza de la sociedad venezolana tras la Guerra Federal, lo que le impidió dedicarse a un solo campo artístico.
Trabajó extensamente en el Teatro Caracas, principalmente en la pintura de escenografías, carteles y la elaboración de los útiles necesarios; se le atribuyó el éxito de numerosas puestas en escena, como la de El trovador, estrenada en 1874. Es posible que también realizara las decoraciones antes de las reformas que llevara a cabo Juan Hurtado Manrique, con las cuales también colaboró, igual que el pintor Jesús María Rivas.
También trabajó en el Teatro Unión, igualmente en la realización de decoraciones y escenografías. Otero tuvo el encargo de la redecoración del teatro, que cambió su nombre por el de Teatro de la Zarzuela, y su trabajo causó un importante impacto.
En 1872 expuso en la Primera exposición anual de bellas artes venezolanas, organizada en homenaje al viajero inglés James Mudie Spence, participando con varias vistas, incluyendo una del puerto de La Guaira y el Desembarco de Palma Sola. Su participación le valió los elogios de la prensa, y posteriormente cuatro de sus obras fueron expuestas por Spence en Inglaterra.
En 1876 es becado por el gobierno de Antonio Guzmán Blanco para realizar estudios en Roma. A su regreso se dedica de nuevo a la ornamentación de edificios. En 1878 fue uno de los profesores fundadores de la Academia de Dibujo y Pintura del Instituto de Bellas Artes, fundado por Guzmán Blanco en 1870, junto a Martín Tovar y Tovar, José Antonio Salas, Carmelo Fernández y otros.
En 1883 participa en la Exposición Nacional de Venezuela, organizada en homenaje al centenario del natalicio del Libertador, con dos obras (ambas en la Colección Museo Bolivariano, Caracas): La muerte de Rivas Dávila, y la Entrevista de Bolívar y Sucre en el Desaguadero de los Andes, las cuales le merecieron una de cuatro medallas de bronce de la exposición en la sección de Bellas Artes. Además fue el decorador de los dos salones más importantes del Palacio de la Exposición (actual Palacio de las Academias, Caracas).
En la década de 1880 participa como decorador del Teatro Guzmán Blanco (hoy Teatro Municipal de Caracas) realizando las pinturas del techo raso y muros en estilo pompeyano; y en la remodelación de la Iglesia de Nuestra Señora de las Mercedes (Caracas), junto a los artistas Emilio Mauri, Pedro Emilio Rodríguez Flegel, Jacinto Inciarte y Julio Santos Michelena.
En 1886, Otero diseña un arco efímero para la “Aclamación” de Guzmán Blanco, erigido en la estación de Caño Amarillo y presente entre otros ornatos efímeros en la entrada triunfal de este a Caracas el 28 de agosto de 1886. De este arco se produjo una litografía, elaborada por Luis Muñoz-Tébar el mismo año.
En 1890 participa como caricaturista en la revista El Diablo, con el seudónimo de Plutón.
De las obras que se conservan, está el Encuentro de Bolívar y Sucre en Desaguadero. Entre sus intereses también parece haber estado presente el paisaje. Otero se suicida en 1892 con cianuro de potasio, a la edad de 55 años. En 1942, en la Exposición del Paisaje Venezolano fue expuesta su obra Los Mecedores.

## Colecciones
Museo Bolivariano, Caracas
Basílica de Santa Ana y Santa Teresa, Caracas
Fundación Boulton, Caracas